# Pancorbo (stacja kolejowa)
Pancorbo (hiszp. Estación de Pancorbo) – stacja kolejowa w miejscowości Pancorbo, w prowincji  Burgos we wspólnocie autonomicznej Kastylia i León, w Hiszpanii. Obsługuje połączenia średniego zasięgu Renfe. Posiada również zaplecze do obsługi pociągów towarowych.

## Położenie stacji
Stacja położona jest na wysokości 633 m n.p.m., na linii kolejowej Madryt – Hendaye, na km 439,575. Linia jest dwutorowa i zelektryfikowana.

## Historia
Stacja została otwarta pomiędzy 1860 a 1864 wraz z odcinkiem Pancorbo - Mirada de Ebro, linii Madryt-Hendaye. Linię wybudowała Compañía de los Caminos de Hierro del Norte de España. Spółka zarządzała linią do 1941 roku kiedy nastąpiła nacjonalizacja kolei w Hiszpanii i włączono ją do nowo utworzonego RENFE.
Od 31 grudnia 2004 infrastrukturą kolejową zarządza Adif.

## Linie kolejowe
- Madryt – Hendaye

## Połączenia
| Linia MD | Pociągi | Z/Do       |  | Do/Z             |
| -------- | ------- | ---------- |  | ---------------- |
|          | MD RE   | Vitoria    |  | Madrid-Chamartín |
|          | RE      | Burgos     |  | Zaragoza         |
| 22       | MD      | Valladolid |  | Zaragoza         |